# James Rooke
James Rooke también conocido como Jaime Rooke o Jaime Rook (Dublín, 1770 - Pantano de Vargas, 28 de julio de 1819) fue un militar irlandés.
Fallecido después de resultar herido en la Batalla del Pantano de Vargas en la Nueva Granada (actual Colombia), el 28 de julio de 1819 haciendo parte de la legión británica que participó en la Campaña Libertadora de Nueva Granada.

## Biografía
James Rooke nació en Dublín alrededor de 1770, hijo de madre irlandesa y de padre inglés; aunque hay poca información sobre su madre, su padre era el General James Rooke del Ejército Británico.
Se unió al ejército británico en 1791 y luchó en varias campañas contra Francia en las Guerras revolucionarias francesas donde alcanzó el rango de mayor en 1802. Rooke estaba bien relacionado y se hizo amigo personal del príncipe de Gales el futuro Rey Guillermo IV del Reino Unido. Sin embargo en 1801 tuvo que vender la mayoría de sus propiedades para cancelar sus deudas, y se trasladó a Francia, que estaba entonces en paz con los Británicos. Cuando estalló de nuevo la guerra, las autoridades francesas apresaron a Rooke. Permaneció en la prisión de Verdún hasta su escape a principios de 1813 y se unió posteriormente al ejército del duque de Wellington en España al llegar su cuartel en Cadíz. Al incorporarse al ejército de Wellington le fue concedido el rango Subteniente y luego al Teniente,  Rooke fue relevado del ejército cuando terminaron las hostilidades en 1814, pero cuando Napoleón Bonaparte regresó en 1815, fue reclutado nuevamente luchando en la batalla de Waterloo como ayudante de campo del Príncipe de Orange, donde fue herido .
En 1816 se retiró del ejército británico y se trasladó a vivir a la isla de San Cristóbal y Nieves en el mar Caribe. Integró la legión británica en 1818 en Angostura para apoyar la revolución independentista de Venezuela y la Nueva Granada dirigida por Simón Bolívar, y fue nombrado comandante de la legión británica en reemplazo del oficial Wilson. 
En la Batalla del Pantano de Vargas, el coronel Rooke fue herido por metralla de artillería en el brazo izquierdo. Este se le tuvo que amputar, debido a la gravedad de la herida y cuando se lo desprendieron, lo alzó con su mano derecha y gritó en castellano, pero con un inconfundible acento inglés:
«¡Viva la Patria!»
El cirujano le preguntó en inglés:
«Which Country? Ireland or England?» (¿Cuál Patria?, ¿Irlanda o Inglaterra?)
Rooke meneó negativamente la cabeza y contestó:
«The Country which will bury me...» (La que me ha de dar sepultura...)
El Coronel Rooke murió días después de la amputación en un convento de Belencito, en el actual departamento de Boyacá, razón por la cual es recordado y se le rinde homenaje en Colombia y Venezuela; como uno de los artífices de la independencia de las actuales naciones suramericanas. 
La viuda del coronel Rooke, la Sra. Anna Rooke, disfrutó de una pensión vitalicia y recibió una suma de dinero como indemnización, y gozó de los honores que le correspondían como la viuda del militar.

## Homenajes
En el 2004 la Embajada Británica en Colombia organizó un homenaje en memoria del Coronel James Rooke. El embajador británico sir Thomas Duggin y autoridades del departamento de Boyacá, se reunieron en Paipa para conmemorar al militar. Se colocó una ofrenda floral al busto del Coronel, quien encabezó la legión británica en la Batalla del Pantano de Vargas.
El Ejército Nacional de Colombia, desde 1958, posee una unidad militar llamada Batallón de Infantería No 18 Coronel «James Rooke», en Ibagué (a 150 km de Bogotá).
Aparte de la estatua de bronce en el pantano de Vargas, existe otra en Belencito, en el monasterio donde falleció el 28 de julio y en Paipa un parque con el nombre del militar.
El Grupo Scout del Colegio Anglo Colombiano de Bogotá se llama James Rooke en su honor, fundado en 1956.
En el Colegio Colombo Británico de Cali, todos los estudiantes, desde infantes hasta los de diploma están divididos en cuatro casas: Canning, Ferguson, O´Leary y Rooke. Las casas están nombradas de acuerdo con los apellidos de cuatro  británicos que influyeron en la historia Colombiana. Una de ellas se llama Rooke, justamente en honor a James Rooke.